# Етнопарк «Ладомирія»
Етнопарк «Ладомирія» — це арт-простір, розташований у місті Радивилів, Рівненська область. Він представлений у вигляді чотирьох локацій: музей просто неба, проєкт «Майстерня Етнобрендів», ткацька майстерня «Серпанок» та музей автентичного костюма. Площа етнопарку становить 8,5 га землі.
У 2021 році музей отримав нагороду Ukraine tourism award в номінації «Регіональний прорив року».

## Історія
Відкриття «Ладомирії» відбулося у вересні 2019 року за ініціативою Центру дослідження і відродження Волині, на чолі з керівником Володимиром Дзьобаком. На момент створення в етнорезиденції були розміщені три локації: проєкт «Майстерня етнобрендів», ткацька майстерня «Серпанок» та музей одягу Великої Волині «Ладомирія».
15 грудня 2020 року працівники арт-простору відкрили ще одну локації — Музей просто неба. Першими експонатами стали три реконструювані споруди — типовий одноповерховий житловий будинок Волині XIX — початку ХХ століття; житловий будинок цього ж періоду, що представляє Івано-Франківщину, та кліть (або «холодна комора») — окрема господарська будівля, яку селяни використовували для зберігання зерна, продуктів, одягу та інших цінних речей. Всі будинки — дерев'яні й відтворені майстрами за автентичними технологіями з використанням традиційних для відповідних регіонів України матеріалів. Над реконструкцією впродовж декількох місяців працювала команда реставраторів на чолі з Ігорем Колобейчуком.
У 2021 році працівники музею розпочали начиняти українські хати речами побуту: скринями, столами, печами тощо. Для цього провели консультації зі спеціалістами з музею в Пирогові.
У 2020 році створили онлайнову платформу для збору автентичного вбрання в межах проєкту «Ладомирія». Його втілив «Центр дослідження та відродження Волині» за фінансової підтримки Українського культурного фонду. Загальна вартість проєкту становила майже 1 млн грн.
У межах проєкту організували практичні курси з відтворення автентичного одягу, у яких взяли участь 30 майстрів зі всієї України. На базі «Ладомирії» вони поглибили свої знання з ткацтва, вишивки та пошиття традиційного одягу.

## Опис
Головна мета працівників етнорезиденції — облаштувати історико-туристичний хаб, який стане стартовою точкою в подорожі Рівненщиною для українських та іноземних туристів, а також дасть змогу відвідувачам опинитися в Україні XIX століття.
Наразі[коли?] музей продовжує займатися пошуком артефактів, предметів побуту та господарського вжитку, автентичних для українців історичної Волині та заходу України. Крім того, в етнокомплексі проводять дослідження щодо вирощування, заготівлі та приготування грибів, вивчають технологію автентичного розпису, проводять роботу із повернення у вжиток автентичних волинських прикрас, а також займаються книговидавничою справою: тут вийшла в друк книга «Велика Волинь» — масштабна наукова робота з дослідження території історичної Волині, починаючи від найдавніших часів до появи слов'ян.
В етнопарку «Ладомирія» займаються виготовленням автентичного одягу. Розпочали роботу з відродження серпанкового полотна, його ткали на Поліссі із добірних сортів льону.

## Експозиції

### Музей ручного ткацтва в «Ладомирії»

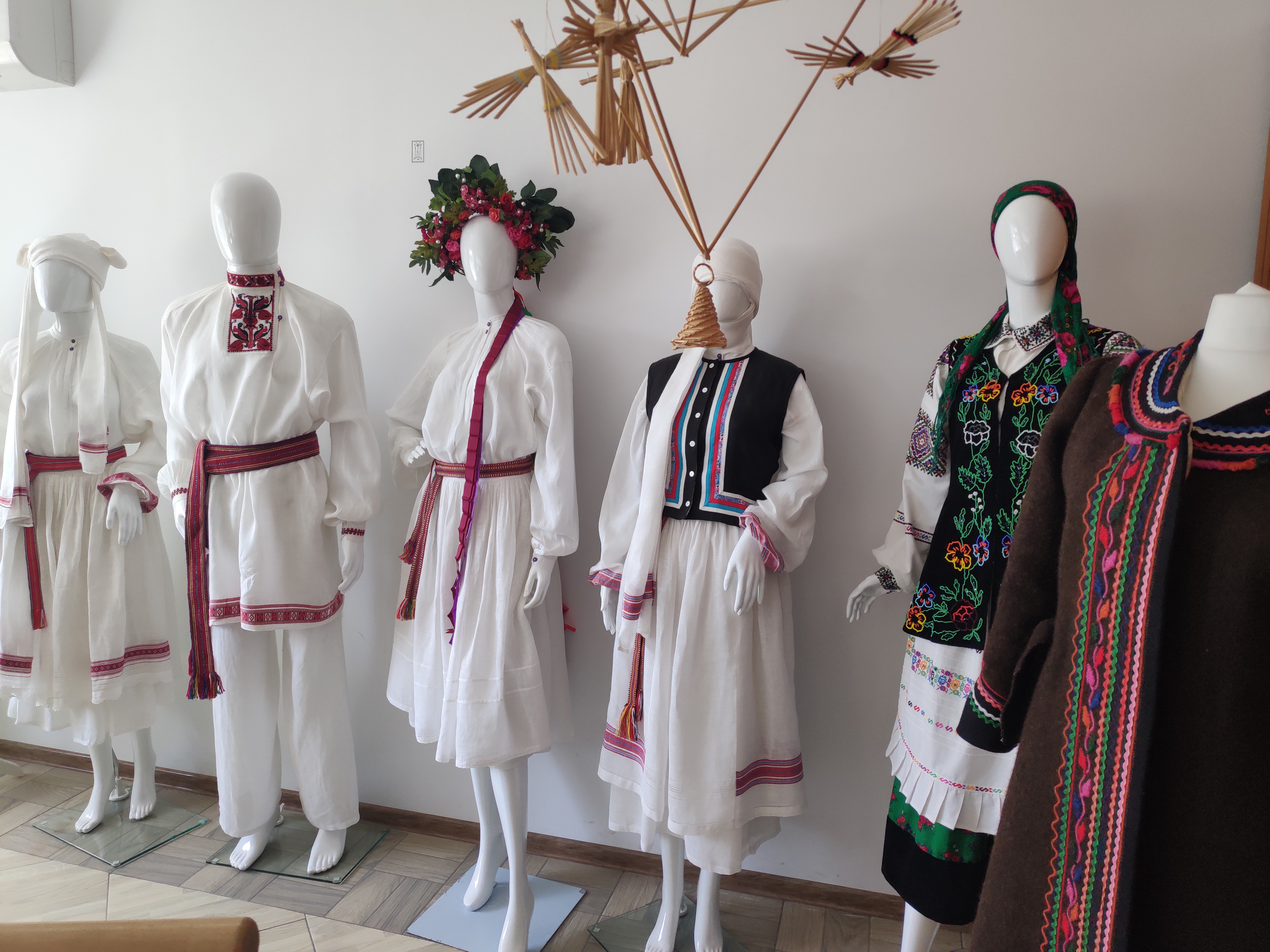
Музей автентичного костюма

Містить зібрання унікальних, відтворених з оригіналів, експонатів українського автентичного одягу, які вишуковували в музеях та приватних колекціях більш як 10 років. Найбільша цінність музею: 5 повних відтворених серпанкових костюмів із української рукотворної тканини, що поєднує легкість, прозорість та водночас міцність і довговічність.

### Майстерня ручного ткацтва «Серпанок»

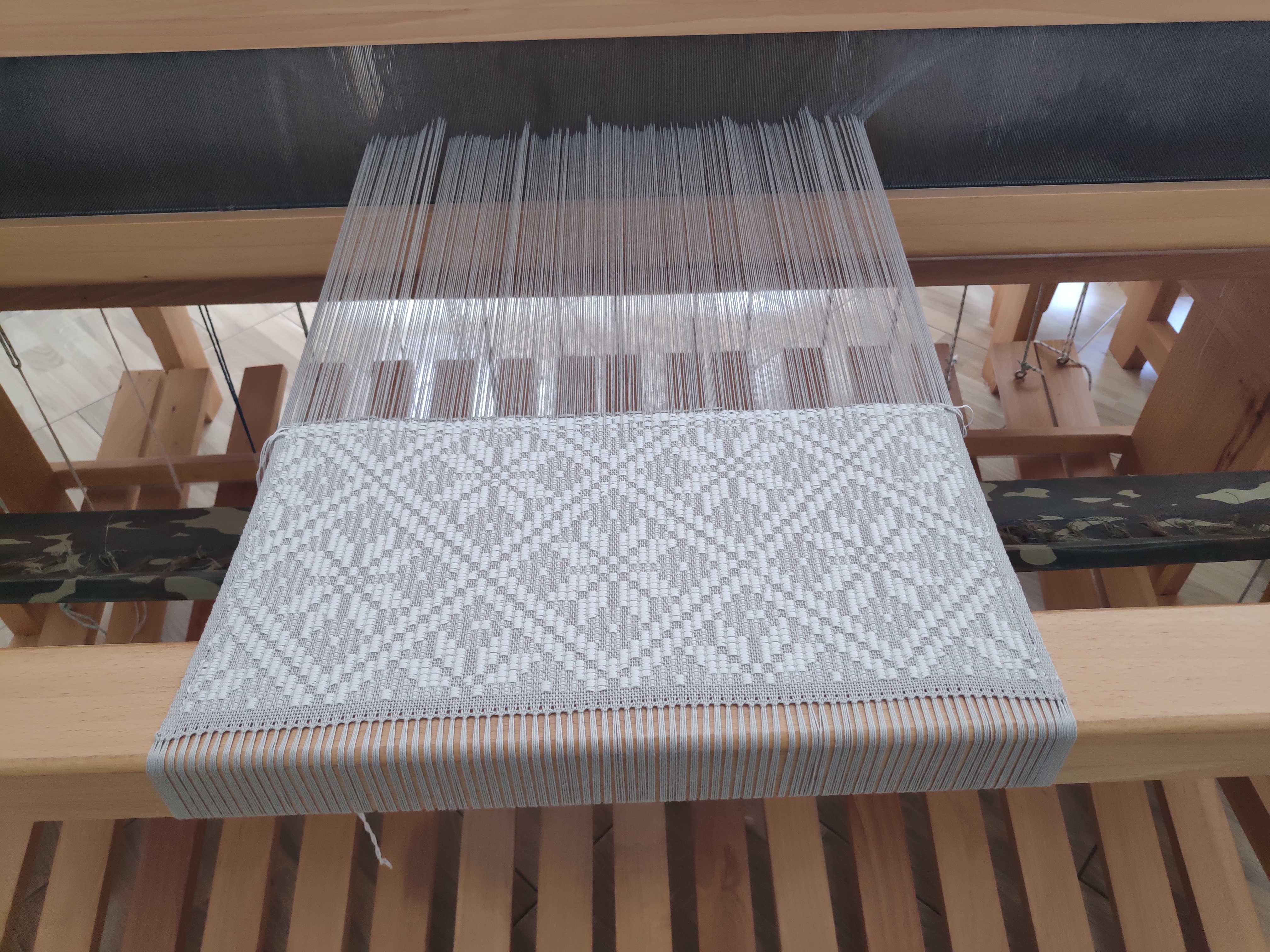
Ткацтво серпанкового полотна

Один з проєктів громадської організації «Центр дослідження і відродження Волині», в кому майстри відтворюють речі з експонатів різних музейних та приватних колекцій (традиційний український одяг, крайки, камізельки, полотно, рушники, сумки тощо). Майстерня «Серпанок» — це єдине місце в Україні, де тчуть серпанок (одяг, у який була вбрана сама Мавка з «Лісової пісні». Спеціалісти майстерні детально вивчали і відтворити повний серпанковий стрій впродовж кількох років.
|                                          | «Волинський серпанок» – перший проєкт і справа, який ми відродили. Він є серцем «Ладомирії». Це – унікальна технологія ткання надтонкої лляної тканини, яка мала три основні призначення: весільний одяг, перший день жнив і на великі свята у літній період. І зараз є попит на серпанок» |
| — розповідає директор Володимир Дзьобак. | |

В майстерні відтворено більше десяти ткацьких верстатів, різного призначення та специфіки. Екскурсія по території майстерні включає в себе практичне знайомство відвідувачів з процесами ткання одягу.

### Камінна зала
Ця велика зала створена для творчості, проведення пресконференцій та майстер-класів. Виконана у стилі етнолофт, з великими вікнами та дерев'яним оздобленням. Залежно від потреб конкретного проєкту або заходу площа зали може трансформуватися і ділитися на зони.
Під час російського вторгнення в Україну у 2022 році камінна зала етнорезиденції стала місцевим волонтерським центром.

## Видатні гості
У 2019 році в етнорезиденції побували доктор мистецтвознавства, автор багатьох наукових монографій Олена Никорак і кандидат мистецтвознавства Тетяна Куцир[значущість факту?].

## Нагороди
У 2021 році музей отримав нагороду Ukraine tourism award в номінації «Регіональний прорив року».